# Notarkammer Mecklenburg-Vorpommern
Die Notarkammer Mecklenburg-Vorpommern ist eine Körperschaft des öffentlichen Rechts mit Sitz in Schwerin. In Mecklenburg-Vorpommern sind derzeit 55 Notarstellen. Aufsichtsbehörde ist das Justizministerium des Landes Mecklenburg-Vorpommern.
Die Geschäftsführung hat Niclot von Stralendorff inne. 
Dem Vorstand gehören folgende Personen an (Stand 2016):
- Präsident: Moritz von Campe, Gadebusch
- Vizepräsident: Guido Harder, Stralsund
- Ehrenpräsidentinnen: Hannelore Gamm und Regina Niemann (Schwerin)

Weitere Vorstandsmitglieder sind Sabine Klink (Bützow), Welf Klingsch (Heringsdorf) und Petra Berger (Demmin).